# HC Dukla Prague
Pour les articles homonymes, voir Dukla Prague.
Maillots
Le  Handballclub Dukla Prague (en tchèque : Handballclub Dukla Praha) est un club de handball basé à Prague en Tchéquie.

## Historique
En 1948, l’armée tchécoslovaque voit apparaître en son sein une société sportive du nom de Armádní tělovýchovný klub, c’est-à-dire Club d’éducation physique de l’armée, avant de devenir Ústřední dům armády (Maison centrale de l’Armée), et enfin Dukla en 1956, du nom d’un village slovaque qui avait héroïquement résisté aux Nazis pendant la Seconde Guerre mondiale (voir l'article bataille du col de Dukla).
La section handball du Dukla fut l’un des plus grands clubs européens au tournant des années 1950 et 1960, remportant notamment la première édition de la Coupe des clubs champions en 1957. Avec deux autres victoires en 1963 et 1984 ainsi que deux défaites en finale en 1967 et 1968, le club possède l'un des plus beaux palmarès de la compétition.
Sur le plan national, il a nettement dominé le championnat de Tchécoslovaquie avec 28 titres entre 1950 et 1992. Depuis la partition de la Tchécoslovaquie en 1992, le Dukla a remporté les deux premières éditions du championnat de République tchèque, suivi d'une autre victoire en 1999. Il a ensuite été dominé entre 2000 et 2010 par le HC Baník Karviná avant de remporter un nouveau titre en 2011.

## Palmarès
Compétitions internationales
- Coupe d'Europe des clubs champions (3) : 1957, 1963, 1984
  - Finaliste : 1967, 1968
- Finaliste de la Coupe d'Europe des vainqueurs de coupe : 1982

Compétitions nationales
- Championnat de Tchécoslovaquie (28) : 1950, 1953-1956, 1958-1967, 1970, 1977, 1979, 1980, 1982-1988, 1990-1992
- Championnat de Tchécoslovaquie de handball à onze (5) : 1950, 1953, 1954, 1955, 1956
- Coupe de Tchécoslovaquie (3) : ?
- Championnat de Tchéquie (4) : 1994, 1995, 2011, 2017
- Coupe de Tchéquie (6) : 1994, 1995, 1996, 1999, 2010, 2014

## Joueurs
Un grand nombre de joueurs du Dukla ont représenté la Tchécoslovaquie puis la République tchèque. Ils formaient la quasi-totalité des équipes qui, du milieu des années 1950 au début des années 1970, se sont retrouvées cinq fois de suite sur le podium des championnats du monde, avec en prime le titre en 1967 et une médaille d’argent aux Jeux de Munich en 1972.
Plus récemment, Jan Filip (formé au club de 1985 à 1991 puis joueur de 1991 à 1997 et de 1998 à 1999), Karel Nocar (de 1998 à 1999 puis de 2002 à novembre 2003), Petr Štochl (de 2000 à 2001) ou encore Filip Jícha (de 2000 à 2003) y ont évolué.